# Estatua cúbica
La estatua cúbica fue un estilo estatuario egipcio que apareció a comienzos del Imperio Medio (c. 2040 - 1795 a. C.); tuvo una larga duración, como muestra la estatua de Uahibra, gobernador del Alto Egipto durante el Periodo tardío (c. 672 a 525 a. C.). Representaba a una persona sentada, casi siempre un varón, con las rodillas dobladas y juntas y los brazos cruzados por encima de ellas. A menudo vestía una larga túnica, de modo que sólo la cabeza y los pies identificaban en el cubo un ser humano. El pedestal tenía grabados jeroglíficos con información acerca del personaje representado. 
Este tipo de estatuas eran una especie de memorial, y los ejemplares encontrados van desde los más toscos a algunos ricamente decorados. Debido a su forma de hexaedro tenía cinco superficies para escribir en ellas. La superficie superior era la dedicada a la presentación del difunto, y sobre ella se tallaba su cabeza. A lo largo de su evolución fue adquiriendo más elementos humanos, como los brazos y, al final, las piernas. También hay algunos ejemplares de fusión entre el cubo y la estatua, como un escriba sentado en cuyo regazo hay un papiro que hace las veces de cubo.
Evolución en el tiempo de las estatuas cúbicas

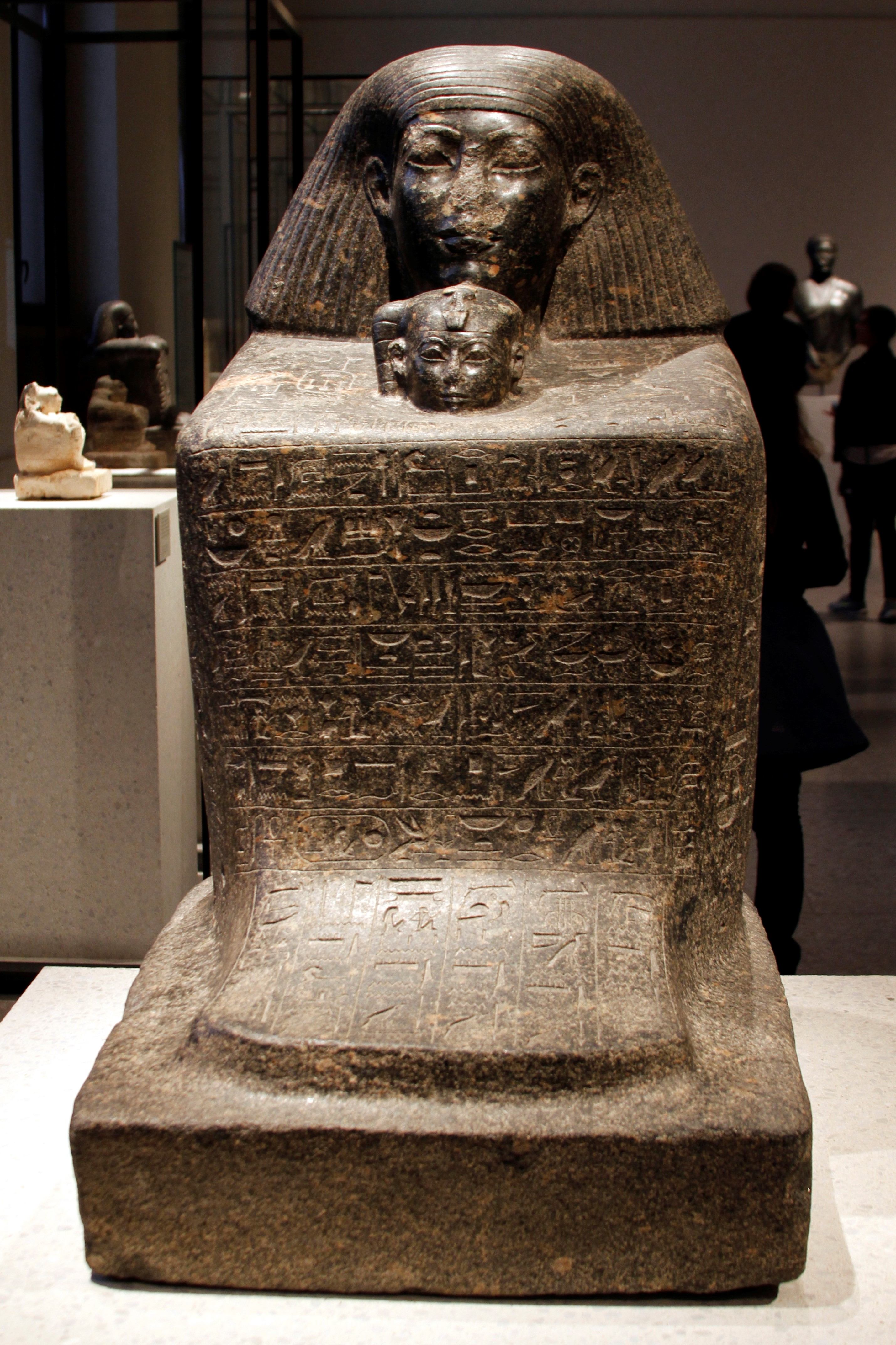
Senenmut con su pupila, la hija de Hatshepsut, chaty de la dinastía XVIII. (Museo Egipcio de Berlín).
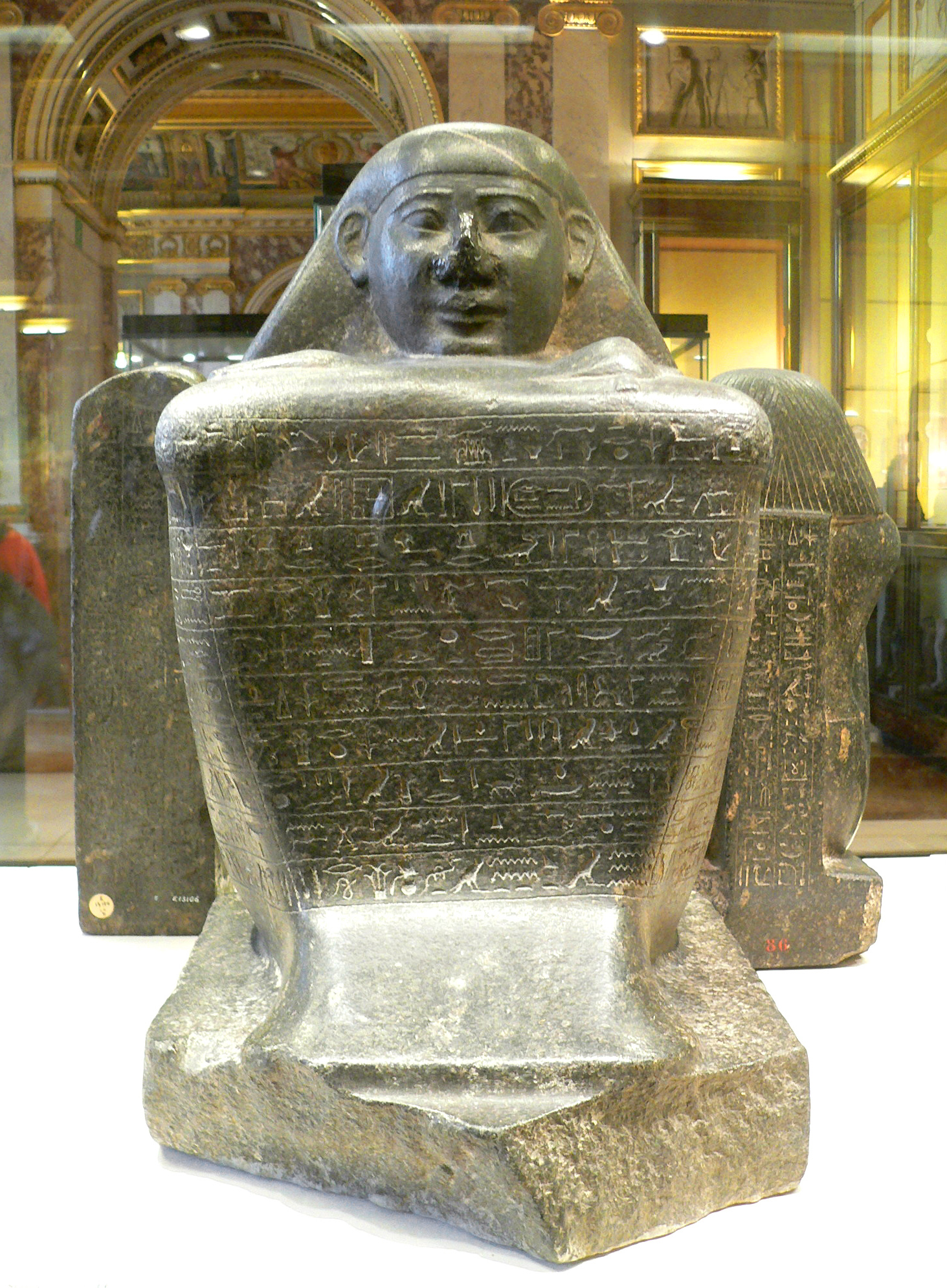
Harua, intendente de la divina adoratriz de Amón, Amenirdis, de la dinastía XXV. (Museo del Louvre).
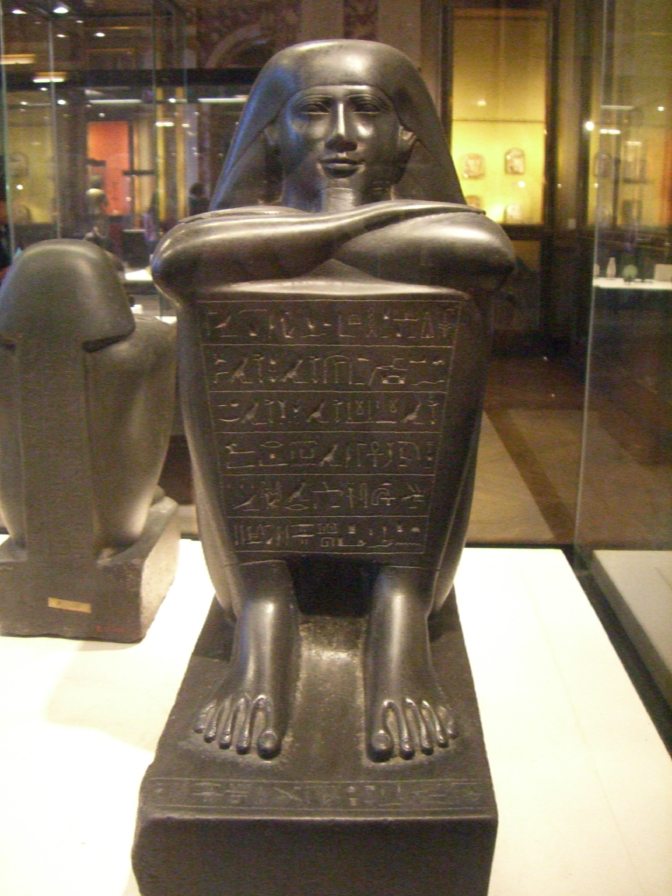
Pa-di-shahdedet, general de la dinastía XXVI. (Museo del Louvre).
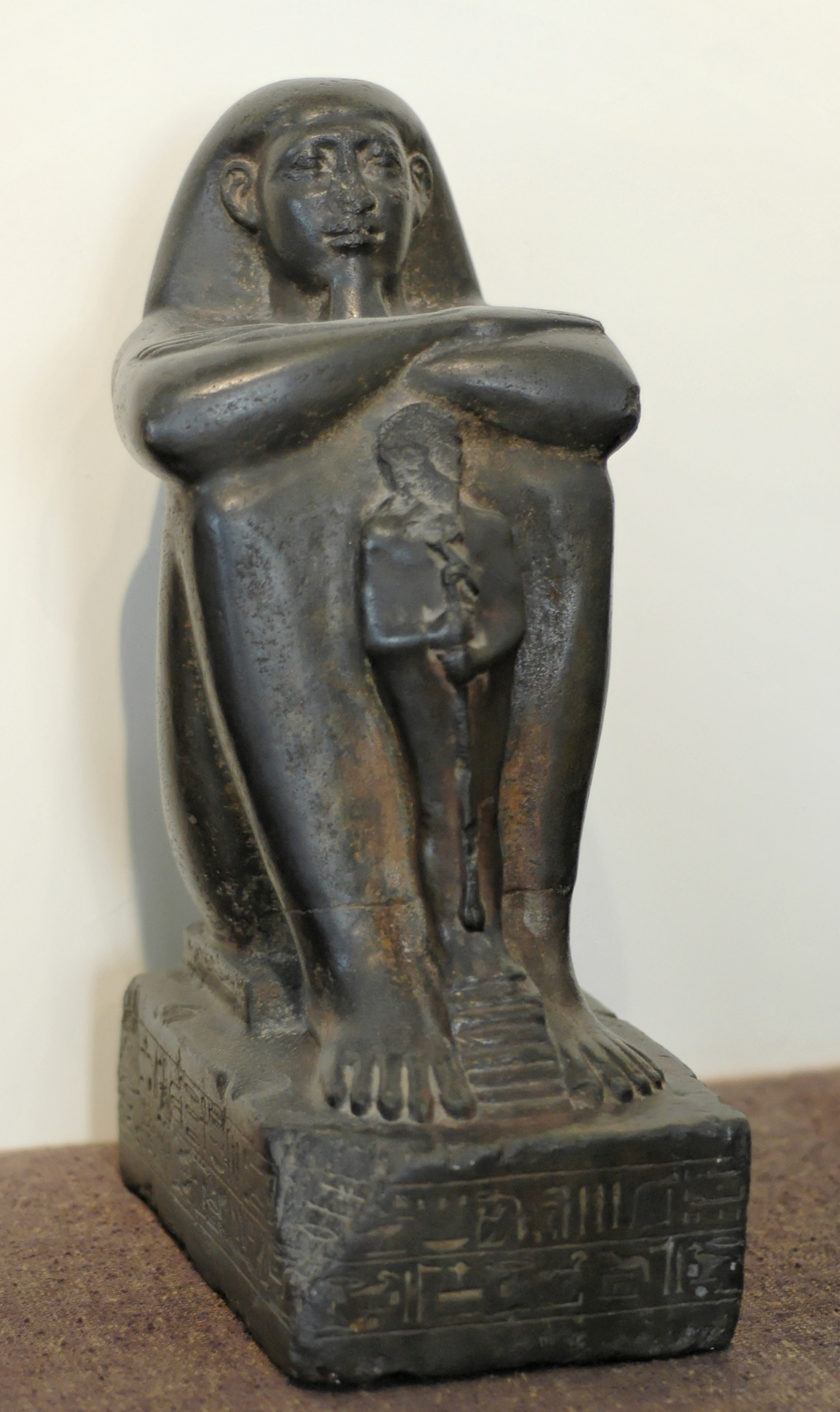
Pa-anj-ra, armador de la dinastía XXVI. (Biblioteca Nal., París)

No se conoce a ciencia cierta el simbolismo de estas esculturas, que se han encontrado tanto en templos como en tumbas. Su presencia en los templos permitía al representado participar en el culto, y en las tumbas eran parte de los ritos funerarios que garantizaban la vida eterna mediante las oraciones y ofrendas de los familiares y sacerdotes. En algunas aparece en su parte trasera una fórmula que ponía al representado bajo la protección directa del faraón.

## Historia
Precedentes
Las estatuas de los escribas sentados aparecieron en tiempos de la primera dinastía. Estas imágenes evolucionaron con el tiempo, llegando a incorporar a Tot o a babuinos (una de sus representaciones). También las estatuas cúbicas fueron evolucionando, y terminaron combinadas con las de los escribas sentados. Su forma compacta las hace prácticamente irrompibles, por lo que se han encontrado muchas en perfecto estado.
Evolución
En la dinastía XVIII aparecen dos tipos nuevos de estatuas cúbicas:
- un hombre arrodillado con una estela ante sí,
- la anterior representación pero con una capilla delante con la figura de algún dios tutelar.

Durante el Imperio Nuevo se las depositaba en los templos, y aumentó la parte literaria; esto las convierte en una buena fuente histórica. 
A partir de la dinastía XXVI la estatuas cúbicas volvieron a tener una gran demanda y su uso llegó hasta la época romana de Egipto.
Uno de los ejemplos más característicos es la estatua de Senenmut, chaty de la reina Hatshepsut, con relatos en jeroglíficos y a la que se ha añadido la cabeza de una niña en la parte superior. 
Descripción
- Tiene un relato honrándole en la parte frontal;
- Una representación del personaje, en forma de estatua (en este caso con una adicional de menor tamaño);
- Un tema, que para Senenmut parece ser: sus honores, su historia personal, y la pequeña princesa Neferura, que era su responsabilidad.

## Simbolismo
Dado el sistema de creencias de los egipcios, cuyos conceptos del mundo de la magia tenían un marco formal de expresión en el arte, la estatua cúbica tenía una explicación espiritual. Obviamente, las ideas evolucionaron, pero el concepto es que el difunto estaba siempre sentado en su lugar, pero en un momento dado podría erguirse y "salir al día". Este concepto es muy similar al del Libro de los Muertos, donde el individuo está: 
"regresando y entrando... (a y desde la tumba al Necher-jert)... vuelve diariamente para los acontecimientos maravillosos, amor, hábitos creados, (todos), sentándose en la sala, jugando al senet... volviendo como alma viviente (Ba)". (Libro de los Muertos, capítulo VII)
El difunto egipcio volvía cada día para cumplir con sus deberes habituales. En este mismo concepto se basaba la puerta falsa, por donde el Ba volvía cada día para tomar las ofrendas de alimentos. 

### Citas
1. ↑  Estatua cúbica de Senenmut.
2. 1 2  Ficha de la estatua de Wahibre en el Museo del Louvre.
3. ↑  Honour, Fleming Honour y Fleming: op. cit., pág. 69